# Susie Steiner
Pour les articles homonymes, voir Steiner.
Susie Steiner (29 juin 1971 - 2 juillet 2022) est une journaliste et écrivaine anglaise.

## Biographie
Après avoir grandi dans le nord de Londres, Susie Steiner étudie l'anglais à l'université de York dont elle ressort diplômée en 1992. Elle se forme ensuite au métier de journaliste qu'elle exercera durant une vingtaine d'années, notamment au Guardian à partir de 2001. En tant que journaliste elle a aussi contribué au Times, au Daily Telegraph ou encore au Evening Standard. En 2005, elle contribue au regain de popularité de l'affiche Keep Calm and Carry On en la présentant dans un article qu'elle écrit pour le Guardian.
En 2013, elle publie sa première nouvelle Homecoming qui raconte l'histoire d'une famille d'agriculteurs dans les North Yorkshire moors.
À partir de 2016, elle commence à publier les aventures du détective Manon Bradshaw. La série prend la forme d'une trilogie : Missing, Presumed en 2017, Persons Unknown en 2018 et Remain Silent en 2020. La trilogie est publiée en français par Les Arènes.

## Œuvre

### TrilogieManon Bradshaw
- Missing, Presumed (2016)
  - Présumée disparue, Les Arènes coll. « Equinox » (2018)  (ISBN 978-2-35204-878-7), réédition LGF coll. « Le Livre de poche » no 35626 (2020)  (ISBN 978-2-253-26008-0)
- Persons Unknown (2017)
  - Personne inconnue, Les Arènes coll. « Equinox » (2019)  (ISBN 978-2-7112-0110-5), réédition LGF coll. « Le Livre de poche » no 36138 (2020)  (ISBN 978-2-253-26009-7)
- Remain Silent (2020)
  - Garde le silence, Les Arènes coll. « Equinox » (2021)  (ISBN 979-10-375-0297-1)